# Trichostomum pennequinii
Trichostomum pennequinii är en bladmossart som beskrevs av Ferdinand François Gabriel Renauld och Jean Édouard Gabriel Narcisse Paris 1900. Trichostomum pennequinii ingår i släktet lansettmossor, och familjen Pottiaceae. Inga underarter finns listade i Catalogue of Life.